# Det gode menneske fra Sezuan (musical)
Det gode menneske fra Sezuan er en dansk musical komponeret af Sebastian med tekster af Bertolt Brecht oversat af Finn Methling.

## Trackliste

### Side A
1. Intro Sezuan (3:01) (Marianne Mortensen)
2. Forstædernes Engel	(4:42) (Sebastian)
3. Røgsangen (3:20) (Birgit Brüel, Henrik Jandorf)
4. Vandsælgerens Sang I Regnen (2:51) (Sebastian)
5. Kærlighedens Veje (3:13) (Marianne Mortensen)

### Side B
1. Min Elskede (1:21) (Marianne Mortensen)
2. Sankt Aldrigsdag (2:48) (Flemming Enevold)
3. Shen Te's Sang (3:49) (Marianne Mortensen)
4. Sangen Om De Otte Elefanter (2:40) (Michael Falch)
5. Epilog (2:46) (Sebastian)